# 케이맨 항공의 운항 노선
케이맨 항공은 다음과 같은 노선들을 운항하고 있다.

## 운항 노선
- 케이맨 제도
  - 케이맨 브릭 - 찰스 키르코넬 국제공항
  - 그랜드 케이맨 - 오웬 로버츠 국제공항 허브[1]
  - 리틀 케이맨 - 에드워드 보던 비행장
- 쿠바
  - 아바나 - 존 마르티 국제공항
- 온두라스
  - 라 세이바 - 골로손 국제공항
  - 로아탄 - 후안 마누엘 갈베즈 국제공항[2]
- 자메이카
  - 킹스턴 - 노먼 맨리 국제공항
  - 몬테고 베이 - 생스터 국제공항 계절편[3]
- 미국
  - 덴버 - 덴버 국제공항 계절편[4]
  - 마이애미 - 마이애미 국제공항
  - 뉴욕 - 존 F. 케네디 국제공항
  - 템파 - 템파 국제공항